# Каретова (остров, устье Колымы)
Каретова — остров в устье (дельте) реки Колымы, к северу от которого протока Походская Колыма ответвляется от основного течения, отделяя его от острова Мархаяновского. Административно относится к Нижнеколымскому улусу Республики Саха (Якутия), Россия.

## История
На карте XVIII в. остров обозначен как Черноусов, за островом протекает одноименная (ныне Черноуховская) протока, в устье которой та же карта фиксирует промышленное зимовье.
Согласно историческим источникам, Черноус был одним из юкагирских князцов, который находился в «оппозиции» к русским и вместе с родственниками принял участие в набеге 1675 г. «новокрещена толмача» Афанасия Чюхчи: «служилых людей побили и великого государя оружейце и всякую казну и хлебные запасы и всякие борошни отбили и наказную память письменные крепости» пограбили. Вероятнее всего, именно в этом районе находились кочевья его рода и рода его родственника Керето.

## География
Остров соседствует с островом Мархаяновским ниже по течению, ограничен следующей системой проток колымского устья: Походской Колымой с севера, основным течением реки Колымы с востока, протокой Черноуховской с запада. Напротив острова в протоку Черноуховскую впадает река Черноусовка.